# Звезда и смерть Хоакина Мурьеты (рок-опера)
«Звезда́ и смерть Хоаки́на Мурьеты́» — рок-опера Алексея Рыбникова и Павла Грушко. Одна из первых рок-опер в СССР, созданная по инициативе режиссёра Марка Захарова на основе драматической кантаты чилийского поэта Пабло Неруды «Сияние и смерть Хоакина Мурьеты, чилийского разбойника, убитого в Калифорнии 23 июля 1853 года».
Спектакль шёл на сцене театра Ленком 17 сезонов и был показан 1050 раз.

## История создания
Марку Захарову давно рекомендовали поставить идейно броский спектакль. На выбор сюжета повлияли: во-первых, военный переворот Пиночета в Чили, во-вторых, смерть известного чилийского поэта Пабло Неруды.

Выбор пал на кантату Неруды «Сияние и смерть Хоакина Мурьеты…». Переводом занялся Павел Грушко.
По рекомендации Юрия Энтина, к написанию музыки был привлечён преподаватель Московской консерватории Алексей Рыбников. Сюжетная линия показалась ему интересной, и он согласился написать музыку для будущего спектакля.
Предпремьерные показы вызвали бурю негативной критики среди чиновников из Управления культуры. По воспоминаниям Алексея Рыбникова, спектакль 11 раз запрещали к показу, прежде чем дали разрешение.
В мае 1976 года состоялась премьера в Ленкоме. Спектакль имел оглушительный успех и стал очень популярным.
В 1978 году был выпущена первая пластинка «Звезда и Смерть Хоакина Мурьеты» — главные партии исполнили: Звезда, Тереса — Жанна Рождественская; Хоакин Мурьета, Смерть — Геннадий Трофимов. В записи диска принимал участие ансамбль Аракс.

## Сюжет
1853 год. Балаганщик зазывает прохожих в ярмарочный балаган, где в клетке выставлены отрубленные голова известного разбойника Хоакина Мурьеты и рука его сообщника Трехпалого.
Действие переносится в 1850 год. Чили. Мальчишки-газетчики выкрикивают новости: в Калифорнии золотая лихорадка. Влекомые дальним миражом, в порт Вальпараисо со всех концов страны стекаются толпы людей, жаждущих отправиться в благодатный край, где живут сытно, богато, и в тепле. Таможенник Адальберто Рейес требует с Хуана Трёхпалого кучу всевозможных справок, но бывшему шахтёру не составляет труда сагитировать ретивого служаку плыть вместе со всеми на прииски в Калифорнию — добывать золото. Трёхпалый сопровождает молодого человека Хоакина Мурьету, при котором он за дядьку и проводника. Этот юноша по замесу вожак, поясняет он теперь уже бывшему таможеннику. Вместе с Хоакином делил он до сей поры бедняцкую судьбу, бедняцкий хлеб и бедняцкие тумаки.
Во время пути по морю объездчик коней Хоакин Мурьета заарканил крестьянку Тересу. Тут же, на корабле происходит их свадьба.
Пока на палубе идёт буйный кутеж и грубое веселье похоже на слепой вызов смерти, из иллюминатора каюты слышится любовный диалог новобрачных, поглощённых своим счастьем.
Панорама Сан-Франциско 1850 года. В таверне «Заваруха» чуть было не происходит стычка явившихся на заработки латиноамериканцев, среди которых и Рейес с Трёхпалым, с рейнджерами в техасских шляпах, вооружённых револьверами — но на этот раз всё обходится без кровопролития.
Белокурые «борзые» из Калифорнии, как они себя называют, устраивают нападения на посёлки чилийских старателей. В один из таких набегов погромщики, ворвавшись в дом Мурьеты, насилуют и убивают Тересу. Вернувшись с прииска, Хоакин клянётся над безжизненным телом жены отомстить за неё и покарать убийц. С этого дня Хоакин становится разбойником.
Мурьета, скачущий на коне мщения, держит в страхе всю округу, вершит расправу над белыми гринго, творящими беззаконие и наживающимися на преступлениях. Рейес и Трёхпалый, как и некоторые другие чилийцы, решают присоединиться к грозному разбойнику, воздать возмездие за пролитую кровь братьев. Вокруг Хоакина собирается отряд мстителей.
Придя на кладбище без оружия, Мурьета приносит розы покойной жене, а «Борзые» устраивают на него засаду. Хоакина убивают и, чтобы он «не воскрес», отсекают голову.
Балаганщик зазывает прохожих в ярмарочный балаган, где в клетке выставлена голова Хоакина. Мужчины решают выкрасть из балагана голову и похоронить на могиле Тересы.
Движется погребальное шествие, Трёхпалый и Рейес несут голову Мурьеты. Голова разбойника выражает сожаление, что до потомков не дойдёт вся правда о нём. Много он зла сотворил, хотя делал и добрые дела, но неизбывная тоска по убитой жене гнала его по земле, а честь его светила звездою.

## Оригинальный актёрский состав
- Хоакин Мурьета — Александр Абдулов
- Тереса — Любовь Матюшина
- Смерть и Глава рейнджеров — Николай Караченцов
- Лада (Диана) — Людмила Солоденко

## Отзывы
Для композитора предстало очень широкое поле деятельности: чилийский и американский фольклор, темы любви к родине, к любимому человеку, лейтмотив Мечты и Смерти. Олицетворение Зла имеет свою музыкальную характеристику, но, к сожалению, эта тема, основанная на острых, интересных ритмах в аккомпанементе, в вокальной партии развивается незначительно, преимущественно речитативно. Светлая, прозрачная инструментовка, звучание флейты и акустической гитары, характерное для показа чилийской музыки, резко противопоставляется в спектакле шумному американскому стилю кантри. Здесь в первую очередь — банджо, фортепьяно, ударные с бубном, выходящий на авансцену солирующий квартет медных. И если в первом случае содержание, как правило, обращено внутрь, к человеческим чувствам, как нечто сокровенное (обращение Хоакина к далекой Родине, колыбельная Тересы), то во втором музыка и пение точно подкрепляются режиссёром картинами американского образа жизни, сыгранного сатирично.— «Ленинская смена» (1976)

## Экранизация
В 1982 году режиссёр Владимир Грамматиков снял полнометражный фильм по рок-опере. Главные роли исполнили: Андрей Харитонов (Хоакин), Алёна Беляк (Тереса) и Александр Филиппенко (Смерть). Вокальные партии Хоакина и Смерти исполнил Геннадий Трофимов. Вокальные партии звезды и Тересы исполнила Жанна Рождественская. Несколько произведений к фильму записала рок-группа «Интеграл» Бари Алибасова, музыканты сыграли роль рейнджеров в экранизации рок-оперы. «Звезда и смерть Хоакина Мурьеты» стал первым советским мюзиклом, получившим воплощение во всех трёх формах, принятых в мировой практике — музыкальном альбоме, спектакле и художественном фильме.

## Возрождённая новая версия 2008 года
В 2008 году было объявлено о постановке новой версии рок-оперы театром Алексея Рыбникова. Как заявил в своём интервью «Российской газете» Алексей Рыбников, его уже давно интересовала идея создания обновлённой версии мюзикла, тем более, что (как сказал композитор): «Теперь появилось много возможностей для того, чтобы „Звезда и Смерть“ прозвучала в том варианте, в каком была задумана. Но на всех репетициях я вёл борьбу и за то, чтобы рок-опера оставалась живым спектаклем. Потому что, иначе музыка может задавить человеческую личность. А я не хотел, чтобы герои и их судьбы растворились в звучании мощностью 50 киловатт».
Хотя композитору и предлагали перестроить рок-оперу под «злобу дня», никаких изменений в сюжете сделано не было. На роль Хоакина утвердили певца Дмитрия Колдуна, на роль Тересы — Светлану Светикову, на роль Смерти — Игоря Сандлера, снявшегося в экранизации рок-оперы в роли рейнджера, а на роль Лады (Дианы) — Ирину Пегову.
19 ноября 2008 года состоялась пресс-конференция по рок-опере «Звезда и Смерть Хоакина Мурьеты».
На встрече с многочисленными журналистами 19 ноября выступили композитор Алексей Рыбников, автор поэтического либретто поэт Павел Грушко, сценограф нового спектакля художник Теодор Тэжик, режиссёр Александр Рыхлов, автор аранжировок, рок-музыкант Дмитрий Четвергов, исполнители главных ролей Светлана Светикова (Тереса), Дмитрий Колдун (Хоакин), Игорь Сандлер (Смерть).

## Хоакин Мурьета. Любовь и смерть. Версия 2014
Миниатюра новой версии рок-оперы прошла в Московском международном доме музыки 28 ноября 2013 года.
9 июня 2014 года в театре Алексея Рыбникова состоялась премьера новой версии рок-оперы под названием «Хоакин Мурьета. Любовь и смерть».
Текст стихов либретто написал Юлий Ким. В отличие от спектакля 1970-х годов основой послужила реальная история Хоакина Мурьеты и народные легенды, окутывающие эту противоречивую фигуру времён калифорнийской золотой лихорадки 1850-х годов. Юлий Ким объяснил причину создания новой версии: «Мы с Рыбниковым восстановили историческую правду. В легендарном спектакле 70-х годов героями действия были чилийцы. Подлинные же участники истории Хоакина — мексиканцы (ведь Хоакин — историческое лицо, а не только герой легенды, и родина его — Мексика)».
Постановку осуществил главный режиссёр театра Алексея Рыбникова Александр Рыхлов.
Актерский состав:
- Хоакин Мурьета — Павел Зибров
- Росита — Мария Савина, Евгения Благова, Александра Акманова
- Смерть — Николай Дроздовский
- Хозяйка борделя — Светлана Милованова
- Шарманщик — Леонид Сивец